# ماهورانگی (رود)
رودخانه ماهورانگی (به انگلیسی: Mahurangi River) رودخانه‌ای است که در نیوزلند جریان دارد.